# اريك د. كلارك
اريك د. كلارك (بالإنجليزية: Eric D. Clark)‏ هو دي جيه وموسيقي أمريكي، ولد في 1966.

## وصلات خارجية
- اريك د. كلارك على موقع ميوزك برينز (الإنجليزية)
- اريك د. كلارك على موقع أول ميوزيك (الإنجليزية)
- اريك د. كلارك على موقع ديسكوغز (الإنجليزية)